# Yellowcard (álbum)
Yellowcard  es el décimo álbum de estudio de la banda estadounidense Yellowcard. Fue lanzado en 30 de septiembre de 2016 por el sello de Hopeless Records. El 24 de junio de 2016, la banda lanzó el primer sencillo, "Rest In Peace", junto con el anuncio de que el próximo disco y gira mundial "will be our last" ("será nuestra última"). Este fue el último álbum que lanzó la banda antes de su separación en 2017 y su reforma en 2022.

## Lista de canciones
| N.º | Título                 | Duración |  |
| 1.  | «Rest in Peace»        | 4:18     |  |
| 2.  | «What Appears»         | 3:50     |  |
| 3.  | «Got Yours»            | 3:20     |  |
| 4.  | «A Place We Set Afire» | 4:19     |  |
| 5.  | «Leave a Light On»     | 4:47     |  |
| 6.  | «The Hurt Is Gone»     | 6:25     |  |
| 7.  | «Empty Street»         | 4:47     |  |
| 8.  | «I'm a Wrecking Ball»  | 3:57     |  |
| 9.  | «Savior's Robes»       | 5:12     |  |
| 10. | «Fields & Fences»      | 6:58     |  |

## Personal
Yellowcard
- Ryan Key – voz, guitarra rítmica
- Sean Mackin – violín, coros
- Ryan Mendez – guitarra líder, coros
- Josh Portman – bajo